# Curtis Coe Bean
Curtis Coe Bean (* 4. Januar 1828 in Tamworth, Carroll County, New Hampshire; † 1. Februar 1904 in New York City) war ein US-amerikanischer Politiker. Zwischen 1885 und 1887 vertrat er als Delegierter das Arizona-Territorium im US-Repräsentantenhaus.

## Frühe Jahre
Nach dem frühen Tod seines Vaters zog Curtis Bean mit seiner Mutter nach Gilmanton im Belknap County. Dort besuchte er die Gilmanton Academy. Später studierte er an der Phillips Exeter Academy und am Union College in Schenectady (New York). Anfang der 1850er Jahre zog er nach New York City, wo er bei der Zollbehörde angestellt wurde. Außerdem begann er unter anderem an der Börse zu spekulieren. Curtis Bean studierte damals auch Jura.

## Politischer Aufstieg
Während des Bürgerkriegs war Curtis Bean Vertragspartner der Armee der Union, die er mit Nachschub belieferte. Im Jahr 1864 zog er nach Tennessee, wo er sich zunächst in Columbia und dann in Nashville niederließ. Dort arbeitete er von 1866 bis 1867 als Staatsanwalt. Bean wurde Mitglied der Republikanischen Partei. Von 1867 bis 1868 war er Abgeordneter im Repräsentantenhaus von Tennessee. Im Jahr 1868 zog er nach Prescott im Arizona-Territorium. Dort versorgte er wieder die US-Armee mit Nachschub. Er engagierte sich aber auch in anderen Bereichen wie dem Einzelhandel, dem Bergbau, der Viehzucht oder bei der Eisenbahn. 1876 kandidierte er erfolglos für den Posten des Kongressdelegierten. Im Jahr 1879 wurde er in den Senat des Arizona-Territoriums gewählt.
Bei den Kongresswahlen des Jahres 1876 wurde er zum Nachfolger von Granville Henderson Oury als Delegierter im US-Kongress gewählt. Dort absolvierte er zwischen dem 4. März 1885 und dem 3. März 1887 eine Legislaturperiode. Bei den Wahlen des Jahres 1886 musste er sein Mandat an Marcus A. Smith von der Demokratischen Partei abtreten.

## Weiterer Lebenslauf
Nach dem Ende seiner Zeit im Repräsentantenhaus kehrte Bean zu seinen Geschäften im Arizona-Territorium zurück. Im Jahr 1889 zog er nach New York City. Er behielt aber einen Wohnsitz und seine Geschäfte in Arizona. Im Jahr 1901 war er als Territorialgouverneur im Gespräch, wurde dann aber doch nicht in dieses Amt berufen. Curtis Bean starb am 1. Februar 1904 in New York City und wurde dort auch beigesetzt.